# Генрих Орлеанский (1908—1999)
Анри Робер Фернан Мари Луи Филипп Орлеанский (фр. Henri Robert Ferdinand Marie Louis Philippe d'Orléans, comte de Paris; 5 июля 1908[…], Ле-Нувьон-ан-Тьераш — 19 июня 1999[…], Cherisy), также известный как принц Генрих, граф Парижский — орлеанистский претендент на трон Франции (с 1940 года до своей смерти).
Родился в замке Ле-Нувьон-ан-Тьераш (департамент Эна, Франция). Четвёртый ребёнок (единственный сын) Жана, герцога де Гиз (1874—1940) и Изабеллы Орлеанской (1878—1961), сестры Филиппа VIII — тогдашнего главы Орлеанского дома. Поскольку ни у последнего, ни у его младшего брата (Фернана, герцога Монпансье) не было детей, Генрих (сын их ближайшего родственника) рассматривался ими как будущий преемник.

## Биография
Детство провёл в северной части Марокко, где его отец купил имение. Путешествовал по странам Европы вместе с семьёй (побывал во Франции, Испании, Сицилии). Учился в Лёвенском университете. 
С 1926 года, после того, как его отец стал орлеанистским претендентом на престол (под именем Иоанна III) — дофин Франции. В 1929 году отец Генриха пожаловал ему титул графа Парижского, под которым он и стал известен. В 1931 году женился на своей четвероюродной сестре Изабелле Орлеан-Браганса. В браке родилось 11 детей.
Некоторое время жил в Бельгии, Марокко, Испании и Португалии. В это время им были потрачены значительные суммы и часть семейных сбережений (драгоценности, картины мебель и другое) для возможности иметь средства на поддержку своих политических амбиций и многочисленной семьи. Позже конфликты вокруг этого привели к суду между ним и пятерыми его детьми, некоторых из которых он в одностороннем порядке лишил наследства. Несмотря на закон 1886 года, запрещавший пребывание на территории Республики претендентов на французский престол и их старших сыновей, несколько раз нелегально бывал во Франции. В предвоенные годы на собственные средства издавал монархическую газету «Курьер руайаль».
В 1939 году с разрешения Поля Рейно поступил во Французский Иностранный легион, в рядах которого воевал до капитуляции Франции в 1940 году.
В августе 1940 года после смерти отца стал претендентом на трон Франции.
Поддерживал правительства Виши и маршала Петена. С ним и премьер-министром Пьером Лавалем встретился 7 августа 1942 года в замке Charmeil. Однако в том же году Генрих порвал с Петеном и перешёл на сторону «Свободной Франции» (руководимой генералом де Голлем), к которой относился критически после освобождения страны в 1944 году.
24 июня 1950 года Национальное собрание Франции отменило Закон об изгнании 1886 года, и члены Орлеанского дома получили возможность вернуться на родину. Генрих Орлеанский переехал во дворец в Париже, который завещал ему один банкир, начал активную политическую и журналистскую деятельность по всей стране, пытаясь собрать как можно больше сторонников монархии. С тех пор семейные торжества Орлеанов пользуются интересом со стороны французских СМИ. До 1960-х годов Генрих лелеял надежду, что де Голль выдвинет его в качестве преемника на посту президента Франции. В последующие годы, после развода, он руководил Фондом Конде — некоммерческой организацией, занимающейся уходом за пожилыми людьми.  После развода проживал со своей бывшей экономкой Моник Фрис, в доме которой и скончался. Под её влиянием в последние годы жизни растратил почти всё своё огромное состояние. За свой расточительный образ жизни неоднократно оказывался под огнём критики французских СМИ.
В 1984 году Генрих сделал заявление, что лишил своего старшего сына и тёзку прав на наследование престола из-за развода с первой женой и вступление во второй (нецерковный) брак. Генрих также отобрал у сына титул граф де Клермон (сделав его графом де Мортен). Через пару лет Генрих восстановил сына в правах, в том числе в праве наследования, и даровал его новой жене Микаэле титул принцессы де Жуанвиль. Кроме того, граф Парижский лишил прав на престол своих сыновей Михаила и Тибо из-за браков с «простолюдинками»; это решение было впоследствии отменено его преемником. Действия Генриха, касающиеся наследования, не были признаны многими французскими роялистами, которые считали, что глава королевского дома не может в одностороннем порядке лишать наследства кого бы то ни было из членов королевской семьи.
Умер от рака простаты в Шерези (округ Дрё).

## Семья
8 апреля 1931 года женился на своей дальней родственнице Изабелле (13 августа 1911 — 5 июля 2003), дочери бразильского принца дона Педро и его жены графини Елизаветы Добрженской де Добрженич. Венчание Генриха и его жены прошло в Палермо — в той же церкви, где и их предки, Луи-Филипп I и Мария Амалия Неаполитанская, сочетались браком в 1809 году. В 1986 году супруги приняли решение о раздельном проживании.

### Дети
- Изабель Мари Лора Виктуар (род. 1932); муж (с 1964) — Фридрих Карл, граф фон Шёнборн-Буххайм (род. 1938);
- Анри (1933—2019), с 1999 граф Парижский и герцог Франции, до того граф де Клермон; 1-я жена (с 1957) — герцогиня Мария Тереза Вюртембергская (род. 1934), развод в 1984, 2-я (с 1984) — Микаэла Кузиньо (1938—2022), принцесса де Жуанвиль с 1986;
- Элен Астрид Мария Леопольдина (род. 1934); муж (с 1957) — Эврар, граф Лимбург-Штирум (род. 1927);
- Франсуа Гастон Мишель Мари (1935—1960, убит в Алжире), герцог Орлеанский (посмертно);
- Анна Маргарита Бригитта Мари (род. 1938); муж (с 1965) — дон Карлос Бурбон-Сицилийский, (1938—2015), герцог Калабрийский, инфант Испанский;
- Диана Франсуаза Мария да Глория (род. 1940); муж (с 1960) — Карл, герцог Вюртембергский (1936—2022);
- Мишель Жозеф Бенуа Мари (род. 1941), граф д’Эврё; жена (с 1967) — Беатрис Паскье де Франкло (род. 1941);
- Жак Жан Ярослав Мари[фр.] (род. 1941, брат-близнец предыдущего), герцог Орлеанский; жена (с 1969 г.) — Герсенда де Сабран-Понтеве (род. 1942);
- Клод Мари Агнес Катрин (род. 1943); 1-й муж (с 1964, развод в 1982) — Амедео Савойский, герцог д’Аоста (1943—2021); 2-й муж (с 1982, развод в 1996) Арнальдо ла Канина (род. 1929); 3-й муж (с 2006) — Энрико Гандольфи;
- Жанна Шанталь Алиса Клотильда Мари (род. 1946); муж (с 1972) — Франсуа-Ксавье де Сомбоси де Сорг (род. 1943);
- Тибо Луи Дени Юмбер Мари[фр.] (1948—1983), граф де ла Марш; жена (с 1972, морганатический брак) — Мэрион Гордон-Орр (род. 1942), умер в Центральноафриканской республике во время охоты.

Из шести зятьёв Генриха Орлеанского трое (Карлос Калабрийский, Карл Вюртембергский и Амедей Аостский) — претенденты на несуществующие ныне престолы (Королевства Обеих Сицилий, Королевства Вюртемберг и Королевства Италия соответственно).

## Предки
Генрих — праправнук короля Луи-Филиппа I и Марии Амалии по четырём линиям: его прадедами были три сына Луи-Филиппа (причём Фердинанд Филипп — дважды).